# Tatiana Kavvadia
Tatiana Kavvadia (23 de setembro de 1976) é uma ex-basquetebolista profissional grega.

## Carreira
Tatiana Kavvadia integrou a Seleção Grega de Basquetebol Feminino, em Atenas 2004, que terminou na sétima posição.